# Stadtgottesacker
O Stadtgottesacker é um cemitério em Halle, Saale. Foi instalado a partir de 1557 seguindo o padrão do Camposanto na Itália, representando uma obra-prima do renascimento ao norte dos Alpes.

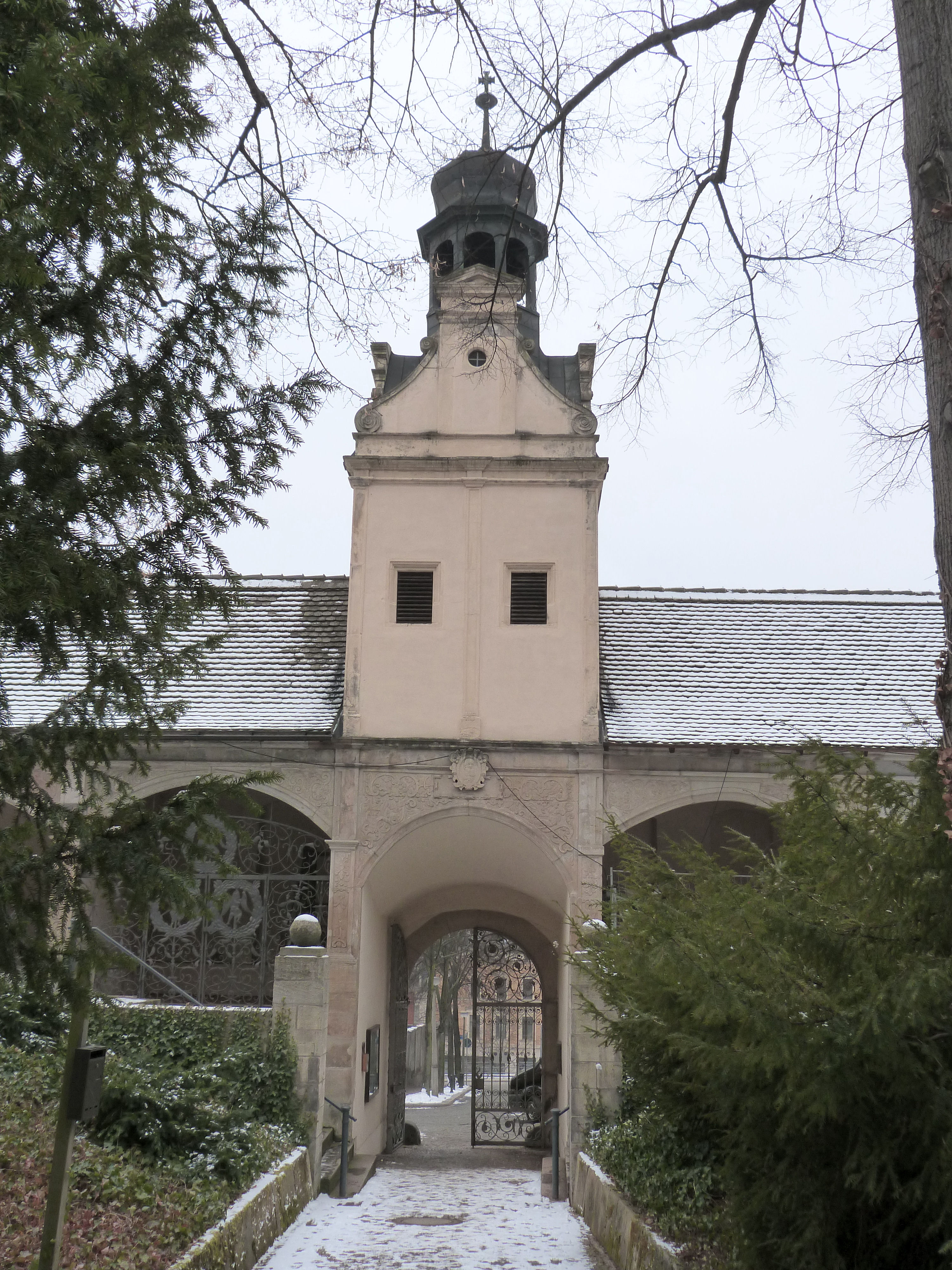
Vista interior do portal de entrada

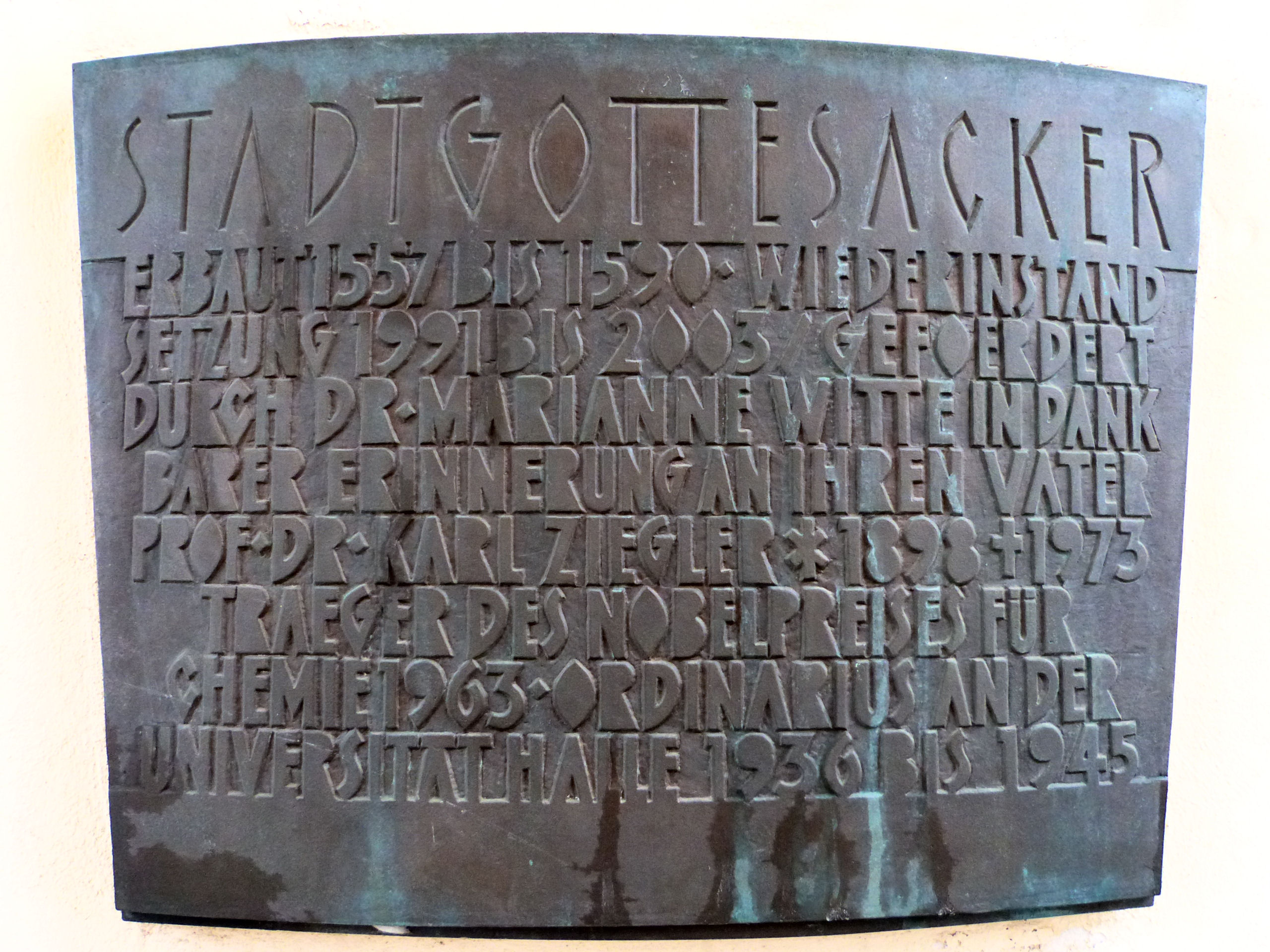
Placa comemorativa a Marianne Witte na área de entrada

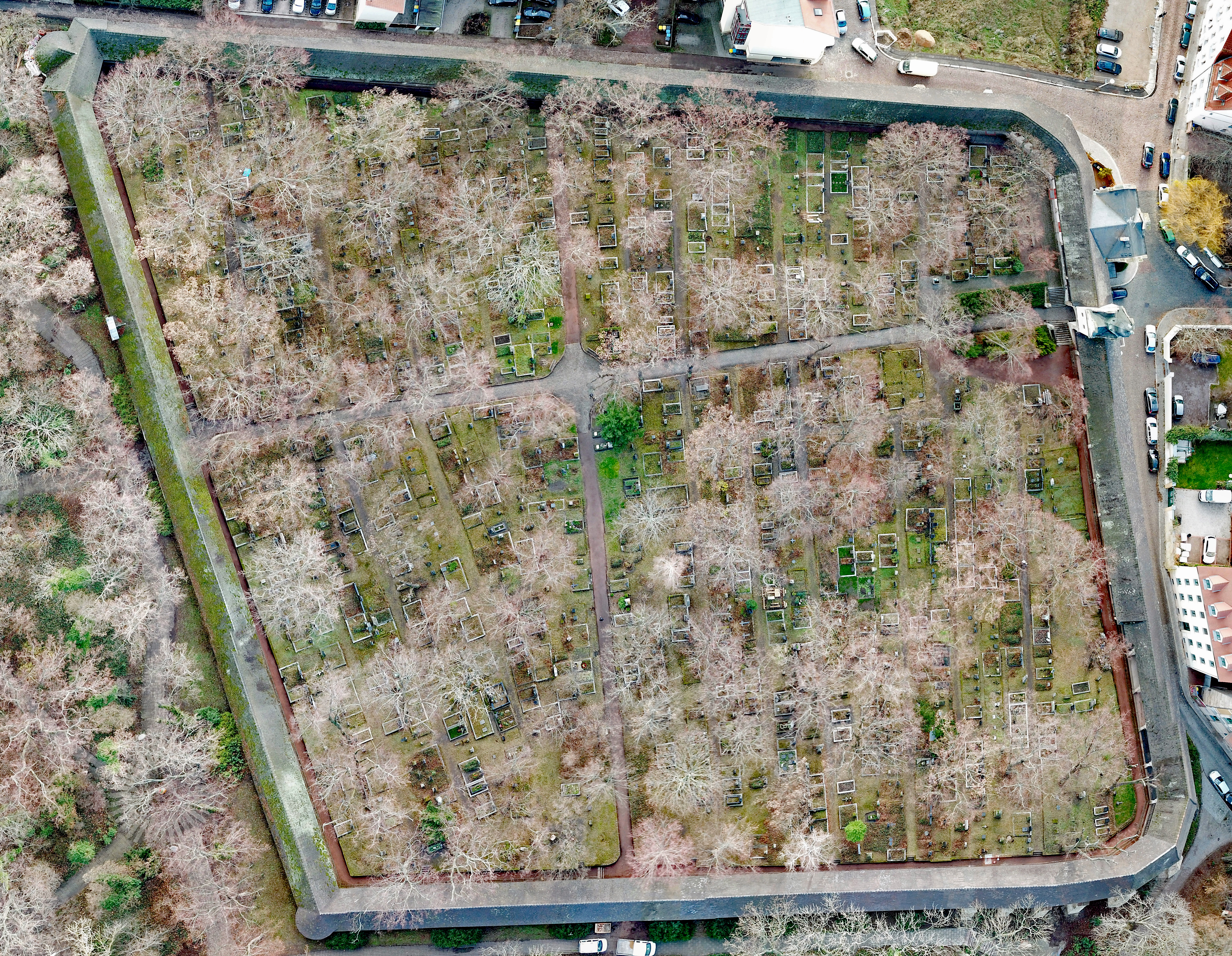
Imagem aérea

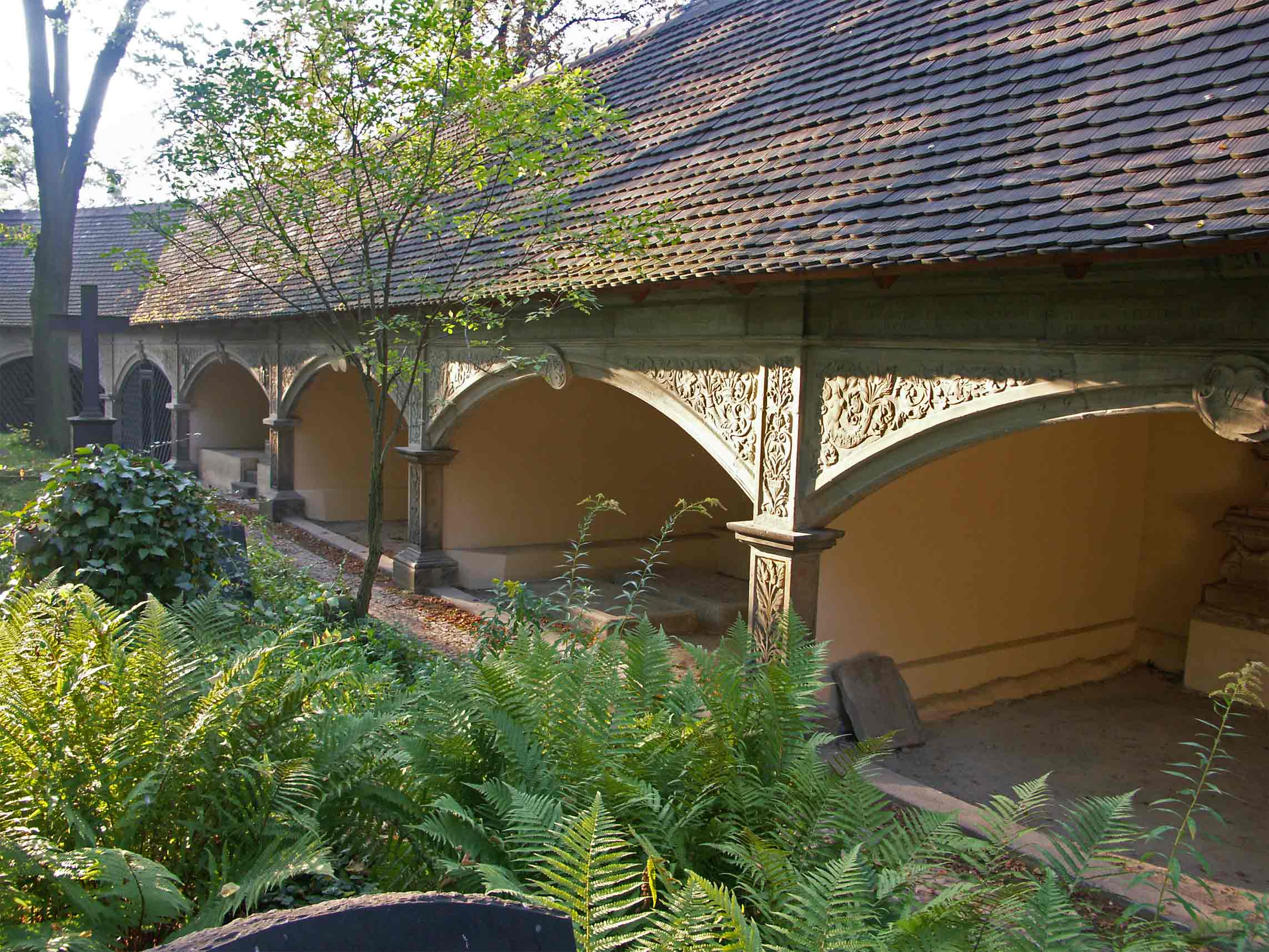
Arcadas do lado norte

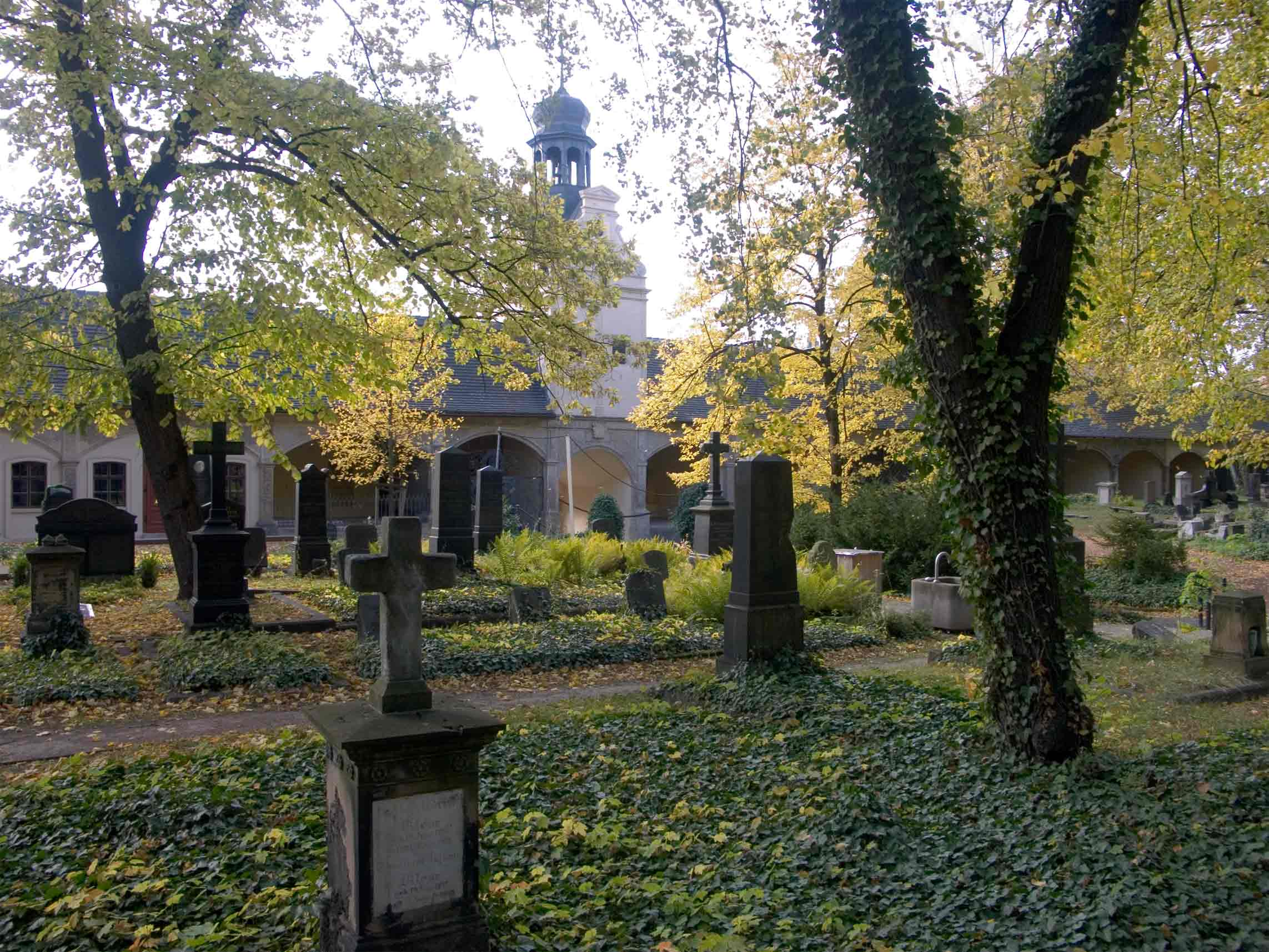
Vista da torre de entrada

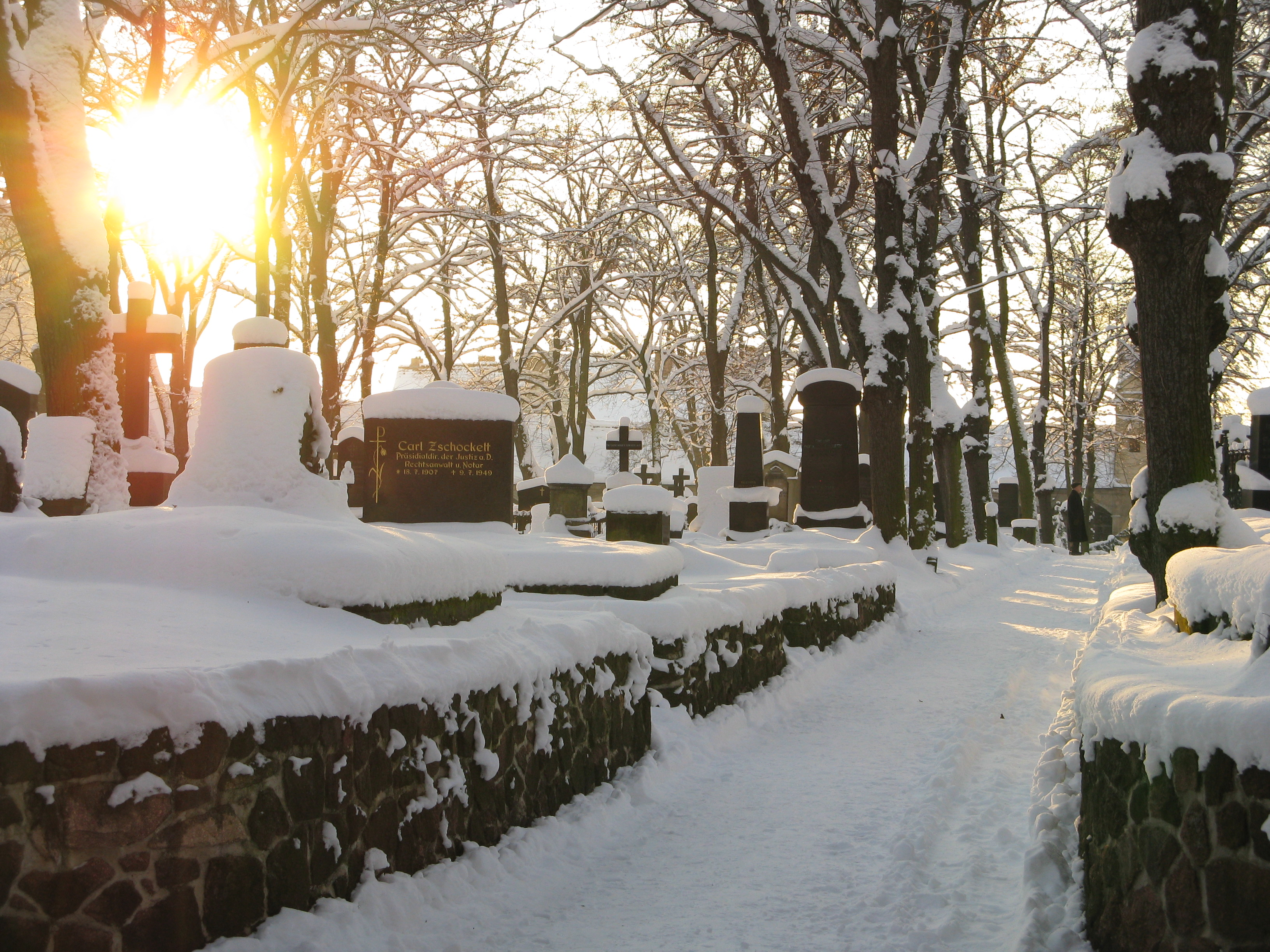
O Stadtgottesacker no inverno

## Sepulturas e personalidades
Sob as arcadas e na parte interna estão sepultados personalidades da cidade e professores da Universidade de Halle (cronologicamente por data de nascimento):
- Felicitas von Selmenitz (* 1488; † 1558)
- Kilian Goldstein (* 1499; † 1568)
- Paulus Praetorius (* 1521; † 1565)
- Johannes Olearius (* 1546; † 1623)
- Kilian Stisser (* 1562; † 1620)
- Martin Röber (* 1583; † 1633)
- Bruno Stisser (* 1592; † 1646)
- Andreas Merck (* 1595; † 1640)
- Gottfried Olearius (* 1604; † 1685)
- Georg Händel (* 1622; † 1697)
- Jacob Lüdecke (* 1625; † 1696)
- Friedrich Hondorff (* 1628; † 1694)
- Samuel Stryk (* 1640; † 1710)
- Friedrich Madeweis (* 1648; † 1705)
- Christian Thomasius (* 1655; † 1728)
- Friedrich Hoffmann (* 1660; † 1742)
- August Hermann Francke (* 1663; † 1727)
- Johann Peter von Ludewig (* 1668; † 1743)
- Johann Heinrich Michaelis (* 1668; † 1738)
- Johann Ehrenfried Zschackwitz (* 1669; † 1744)
- Johann Anastasius Freylinghausen (* 1670; † 1739)
- Joachim Lange (* 1670; † 1744)
- Nikolaus Hieronymus Gundling (* 1671; † 1729)
- Justus Henning Böhmer (* 1674; † 1749)
- Simon Peter Gasser (* 1676; † 1745)
- Johann Juncker (* 1679; † 1759)
- Christian Benedikt Michaelis (* 1680; † 1764)
- Johann Gottlieb Heineccius (* 1681; † 1741)
- Michael Alberti (* 1682; † 1757)
- Jacob Gabriel Wolff (* um 1683/84; † 1754)
- Johann Heinrich Callenberg (* 1694; † 1760)
- Gotthilf August Francke (* 1696; † 1769)
- Johann Christoph von Dreyhaupt (* 1699; † 1768)
- Johann Liborius Zimmermann (* 1702; † 1734)
- Johann Andreas von Segner (* 1704; † 1777)
- Johann Justinus Gebauer (* 1710; † 1772)
- Philipp Adolph Böhmer (* 1711; † 1789)
- Gottlieb Anastasius Freylinghausen (* 1719; † 1785)
- Daniel Nettelbladt (* 1719; † 1791)
- Johann Friedrich Gruner (* 1723; † 1778)
- Johann Salomo Semler (* 1725; † 1791)
- Johann Reinhold Forster (* 1729; † 1798)
- Friedrich Christian Juncker (* 1730; † 1770)
- Wenceslaus Johann Gustav Karsten (* 1732; † 1787)
- Johann August Nösselt (* 1734; † 1807)
- Johann Ludwig Schulze (* 1734; † 1799)
- Georg Stephan Wiesand (* 1736; † 1821)
- Johann Christlieb Kemme (* 1738; † 1815)
- Karl Friedrich Senf (* 1739; † 1814)
- Johann Friedrich Gottlieb Goldhagen (1742–1788)
- Heinrich Johann Otto König (* 1748; † 1820)
- Karl Friedrich Zepernick (* 1751; † 1839)
- Johann Caspar Ludwig Mencke (* 1752; † 1795)
- Georg Christian Knapp (* 1753; † 1825)
- Heinrich Ernst Güte (* 1754; † 1805)
- August Hermann Niemeyer (* 1754; † 1828)
- Philipp Friedrich Theodor Meckel (* 1755; † 1803)
- Carl August Schwetschke (* 1756; † 1839)
- Ludwig Heinrich von Jakob (* 1759; † 1827)
- Johann Christian Wilhelm Juncker (* 1761; † 1800)
- Fürchtegott Christian Fulda (* 1768; † 1854)
- Ludwig Friedrich Heindorf (* 1774; † 1816)
- Johann Justus Peter Schulze (* 1785; † 1855)
- Johann Friedrich Gottfried Eiselen (* 1785; † 1865)
- Wilhelm Gesenius (* 1786; † 1842)
- Ernst Friedrich Germar (* 1786; † 1853)
- Peter Krukenberg (* 1787; † 1865)
- Karl August Wilhelm Bertram (* 1788; † 1868)
- Ludwig Wucherer (* 1790; † 1861)
- Ludwig Wilhelm Anton Pernice (* 1799; † 1861)
- August Tholuck (* 1799; † 1877)
- Ernst Blasius (* 1802; † 1875)
- Hermann Agathon Niemeyer (* 1802; † 1851)
- Robert Rothe (* 1803; † 1893)
- Carl Gustav Schwetschke (* 1804; † 1881)
- Gustav Kramer (* 1806; † 1888)
- Hermann Ludwig Dryander (* 1809; † 1880)
- Carl Julius Dryander (* 1811; † 1897)
- Robert Franz (* 1815; † 1892)
- Hermann Knoblauch (* 1820; † 1895)
- Eduard Heine (* 1821; † 1881)
- Carl Adolf Riebeck (* 1821; † 1883)
- Otto Nasemann (* 1821; † 1895)
- Gustav Hertzberg (* 1826; † 1907)
- Eduard Karl August Riehm (* 1830; † 1888)
- Richard von Volkmann (* 1830; † 1889)
- Albert Dehne (* 1832; † 1906)
- Heinrich Graf Luckner (* 1833; † 1919)
- Hermann Schwartze (* 1837; † 1910)
- Hermann Schmidt-Rimpler (* 1838; † 1915)
- Franz Theodor Förster (* 1839; † 1898)
- Max Maercker (* 1842; † 1901)
- Gustav Staude (* 1843; † 1909)
- Rudolf Ernst Weise (* 1844; † 1935)
- Ernst Heinrich Giese (* 1853; † 1944)
- Friedrich Gustav von Bramann (* 1854; † 1913)
- Anselma Heine (* 1855; † 1930)
- Ewald Genzmer (* 1856; † 1932)
- Agnes Gosche (* 1857; † 1928)
- Paul Riebeck (* 1859; † 1889)
- Wilhelm Schneidewind (* 1860; † 1931)
- August Nebe (* 1864; † 1943)
- Carl Wentzel (* 1876; † 1944)
- Hans von Rudolphi (* 1884; † 1944)
- Heinz Bethge (* 1919; † 2001)
- Irmtraud Ohme (* 1937; † 2002)
- Wolfgang Kirsch (* 1938; † 2010)
- Manfred Frühauf  (* 1950; † 2019)